# René Leclercq
René Charles Edmond Henri Fulgence Leclercq (Bergen, 25 januari 1890 - 18 februari 1964) was een Belgisch volksvertegenwoordiger en senator.

## Levensloop
Leclercq promoveerde tot doctor in de rechten (1913) aan de ULB. Hij vestigde zich als advocaat in Bergen.
In 1923 werd hij gemeenteraadslid van Bergen en in 1929 werd hij er schepen.
In 1947 werd hij liberaal provinciaal senator voor Henegouwen en vervulde dit mandaat tot in 1949. Hij werd vervolgens volksvertegenwoordiger voor het arrondissement Bergen en oefende dit mandaat uit tot in 1954. Hij werd toen opnieuw provinciaal senator voor Henegouwen en dit bleef hij tot 6 juni 1956.